# Cyrene, Libya
Cyrene (/saɪˈriːniː/; tiếng Hy Lạp cổ: Κυρήνη, đã Latinh hoá: Kyrēnē) là một thành phố Hy Lạp cổ đại và sau đó là La Mã ngày nay nằm gần thị trấn Shahhat của Libya. Đây là thành phố lâu đời nhất và quan trọng nhất trong số năm thành phố Hy Lạp trong khu vực. Cái tên của thành phố này ngày nay được lấy để đặt cho khu vực phía đông Libya là Cyrenaica. Cách thành phố cổ đại này không xa là Nghĩa địa của Cyrene.
Cyrene nằm trong một thung lũng tươi tốt ở vùng cao Jebel Akhdar. Tên của nó được đặt theo mạch nước Kyre mà người Hy Lạp đã dành để dâng hiến cho thần Apollo. Đây cũng là quê hương của Cyrenaic, một trường phái triết học nổi tiếng vào thế kỷ thứ 4 TCN được sáng lập bởi Aristippus, một môn đệ của Socrates.

## Lịch sử

### Được kể bởi Herodotus
Grinus là con trai của Aesanius, hậu duệ của người Thera và là vua của đảo Thera đã đến thăm Pythia, một nhà tiên tri của Delphi đã hiến tế cho Pythia để hỏi về một số vấn đề. Pythia đã đưa ra lời khuyên về việc thành lập một thành phố mới ở Libya.
hiều năm trôi qua và lời khuyên không được thực hiện và Thera đã bị khuất phục trước một trận hạn hán kinh hoàng, tất cả các loại cây trồng và cây cối đều đã bị chết. Họ một lần nữa gửi người đến Delphi và được nhắc nhở về lời mà Pythia đã nói vài năm trước đây, nhưng lần này, Pythia đặc biệt nói rằng họ sẽ tìm thấy một khu định cư ở vùng đất Cyrene.
Không biết làm thế nào để đến Libya, họ đã gửi một người truyền tin đến đảo Crete để tìm ai đó dẫn dắt họ trên cuộc hành trình. Họ đã bắt gặp một người chủ cửa hàng thuốc nhuộm tên là Corobius. Anh ta nói rằng đã từng đi đến Libya từ một hòn đảo gọi là Platea hoặc Plataea, ngày nay là Barda‘ah. Grinus và Corobius đi thuyền đến Platea và sau khi đến đích họ đã chia tay Corobius với nhiều tháng trên đảo nhận đồ tiếp tế. Grinus sau đó quay trở lại Thera để thu thập những người đàn ông để định cư tại thuộc địa mới. Sau hai năm định cư không mấy thành công họ đã quay trở lại Pythia để nhận lời khuyên. Pythia đã lặp lại lời khuyên của mình là đến đất nước Libya thay vì lên vùng đất đối diện với Libya. Vì vậy, họ chuyển đến một nơi gọi là Aziris. Họ định cư ở đó trong sáu năm và rất thành công cho đến khi người Libya ghé thăm Aziris để thuyết phục người dân di chuyển sâu vào trong đất liền. Họ đã bị người Libya dao động để di chuyển và ổn định tại nơi mới là Cyrene. Vị vua thời bấy giờ là Battus đã trị vì trong 40 năm cho đến khi ông qua đời và con trai của ông là Arcesilaus tiếp quản và trị vì trong 16 năm với dân cư ít thay đổi cho đến khi Oracle nói với vị vua thứ ba, một Battus khác, đưa người dân Hy Lạp đến định cư và với sự bành trướng đó, người Libya đã mất rất nhiều đất đai xung quanh Cyrene.

## Ngày nay
Cyrene hiện là một địa điểm khảo cổ gần làng Shahhat. Một trong những công trình quan trọng nhất ở đây là Đền thờ Apollo ban đầu được xây dựng trước thế kỷ 7 TCN. Các công trình kiến trúc cổ khác gồm đền thờ Demeter và một ngôi đền chưa được khai quật một phần được dành cho thần Zeus. Có một nghĩa địa lớn nằm cách Cyrene và cảng Apollonia cổ đại khoảng 10 kilômét. Từ năm 1982, Cyrene đã được UNESCO công nhận là Di sản thế giới.
Năm 2005, các nhà khảo cổ học người Ý tới từ Đại học Urbino đã phát hiện 76 bức tượng La Mã còn nguyên vẹn tại Cyrene có niên đại từ thế kỷ thứ 2 sau CN. Các bức tượng vẫn chưa được khám phá trong một thời gian dài bởi trong trận động đất năm 375 sau CN, một bức tường của ngôi đền bên cạnh rơi xuống chôn vùi tất cả các bức tượng. Chúng ẩn dưới đất đá trong 1.630 năm.
Bắt đầu từ năm 2006, Quỹ Di sản Toàn cầu hợp tác với trường đại học Naples thứ hai, bộ Văn hóa và cục Cổ vật Libya đã làm việc để duy trì di sản thông qua một sự kết hợp thực tiễn giữa bảo tồn tổng thể và đào tạo lao động nhân lực địa phương. Ngoài việc tiến hành bảo tồn khẩn cấp liên tục trên một nhà hát bên trong Thánh địa Apollo thông qua quá trình phục dựng Anastylosis. Năm 2007, con trai của Muammar Gaddafi đã lên kế hoạch bảo vệ các địa điểm khảo cổ của Libya và ngăn chặn sự phát triển đô thị hóa quá mức của bờ biển Địa Trung Hải.
Tháng 5 năm 2011, một số cổ vật được khai quật tại Cyrene vào năm 1917 được giữ trong kho tiền của Ngân hàng Thương mại Quốc gia ở Benghazi đã bị đánh cắp. Những kẻ trộm đã chui vào hầm và đột nhập vào hai chiếc két chứa các cổ vật vốn là một phần của cái gọi là 'Kho báu của Benghazi. Nơi ở của những đối tượng này hiện chưa xác định được.
Năm 2016, địa điểm khảo cổ này cùng với bốn di sản thế giới khác của Libya đều bị liệt vào danh sách di sản thế giới bị đe dọa.

## Hình ảnh

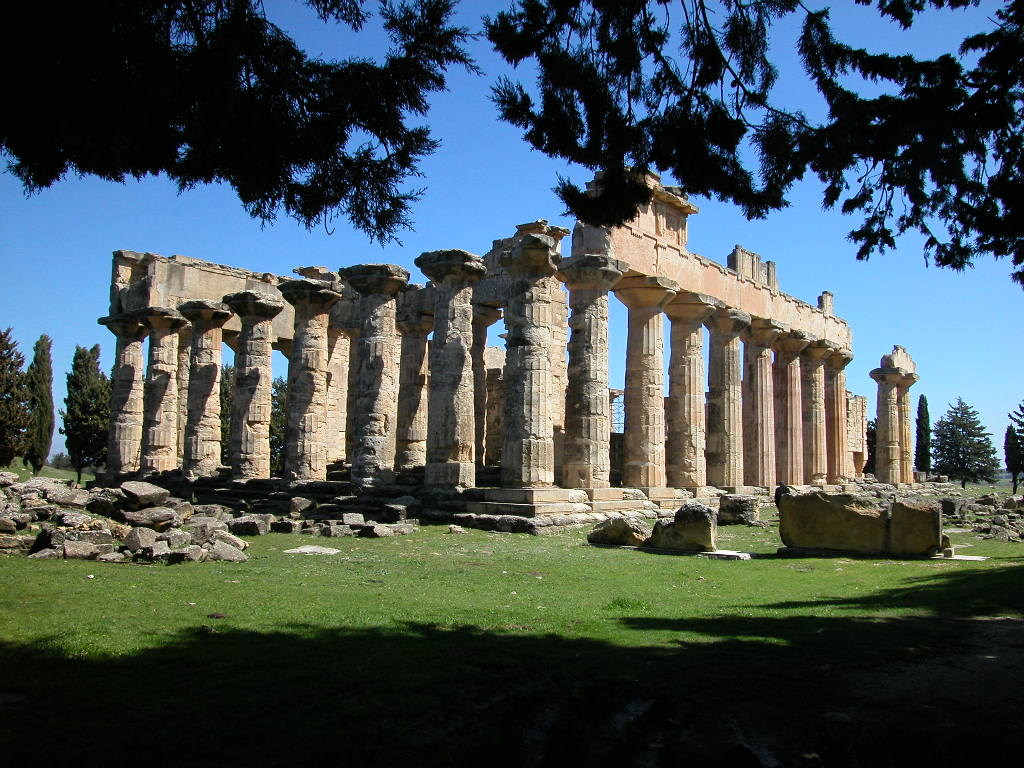
Đền thờ thần Zeus
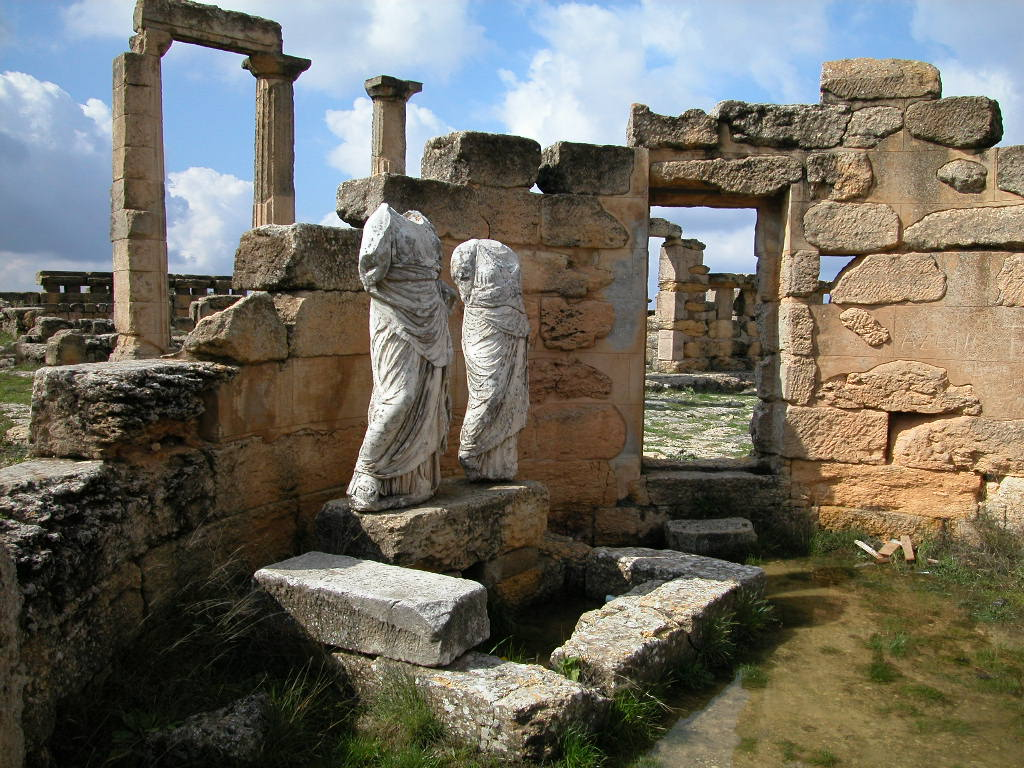
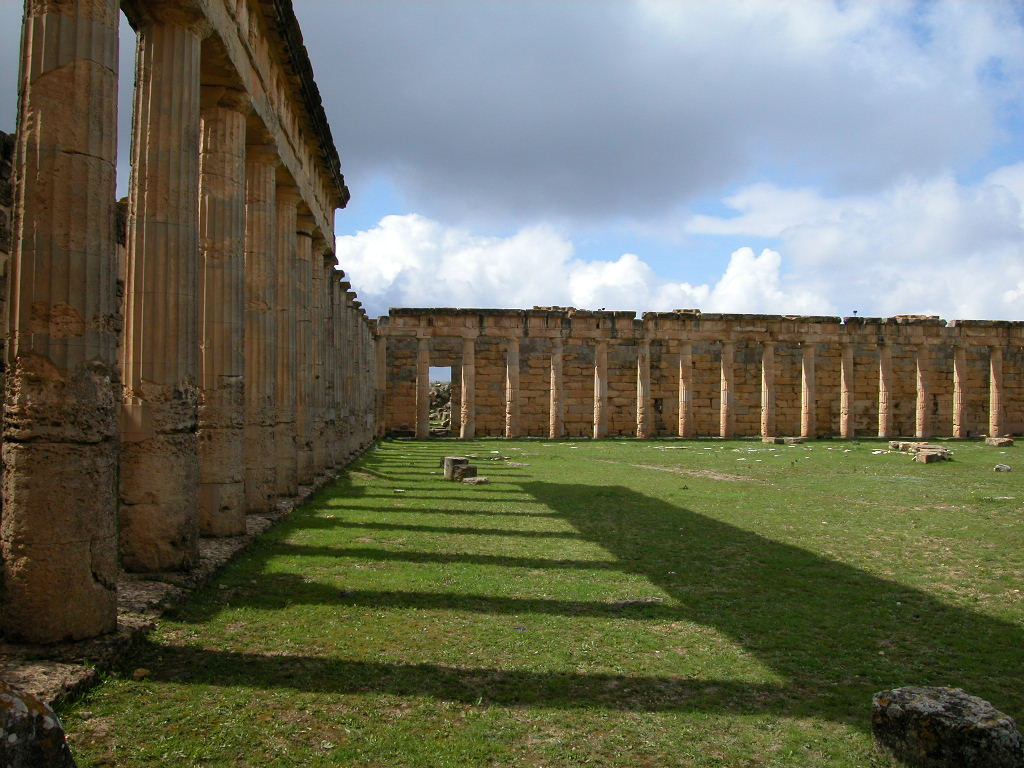
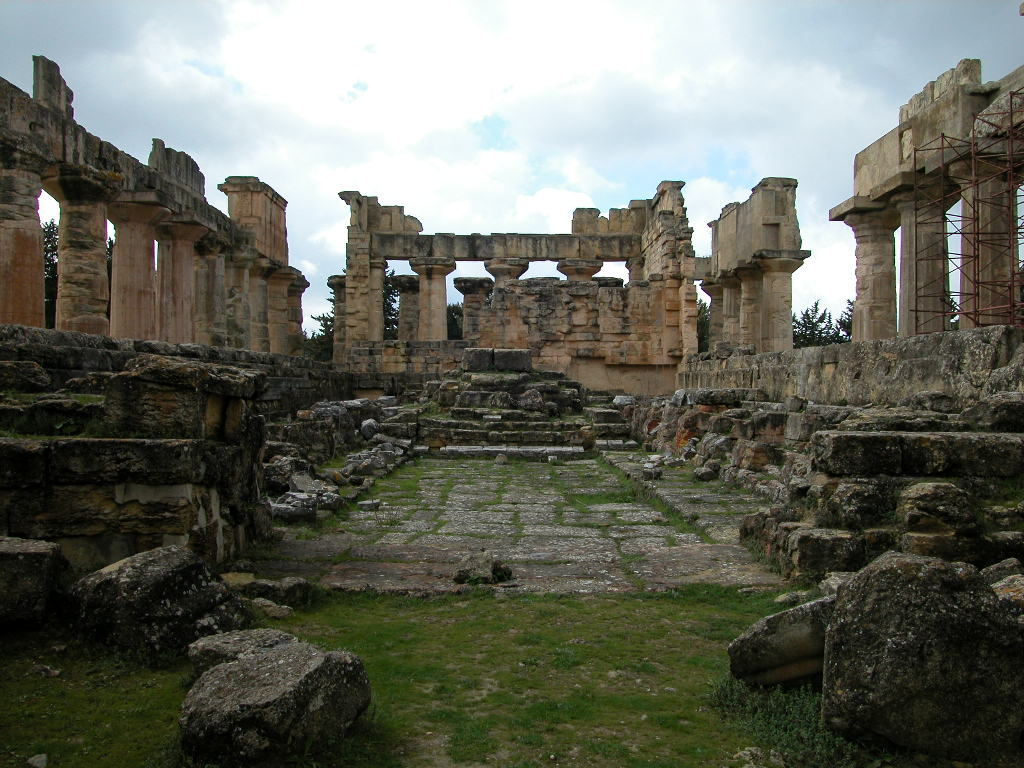
Đền thờ thần Zeus
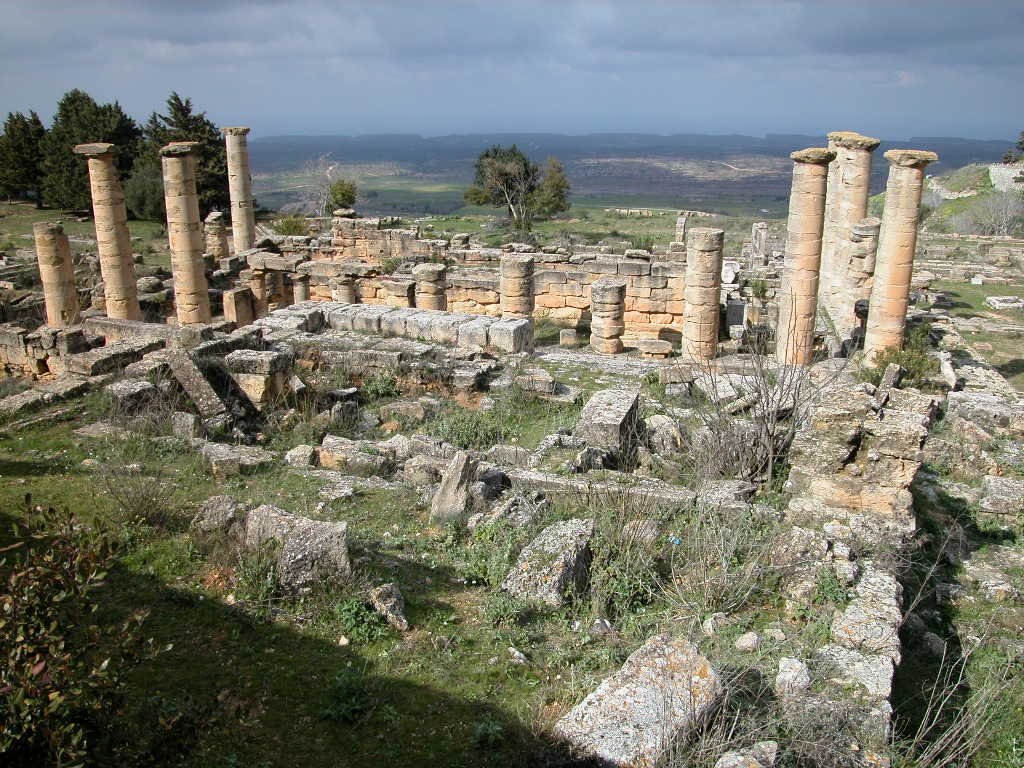
Đền thờ thần Apollo
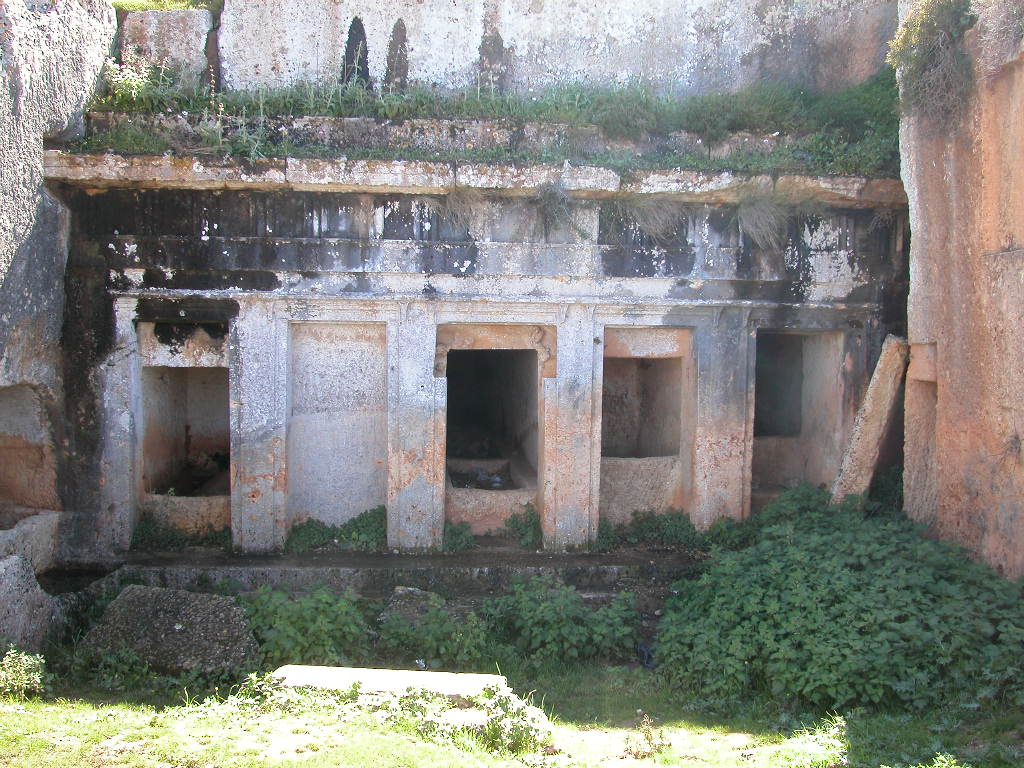
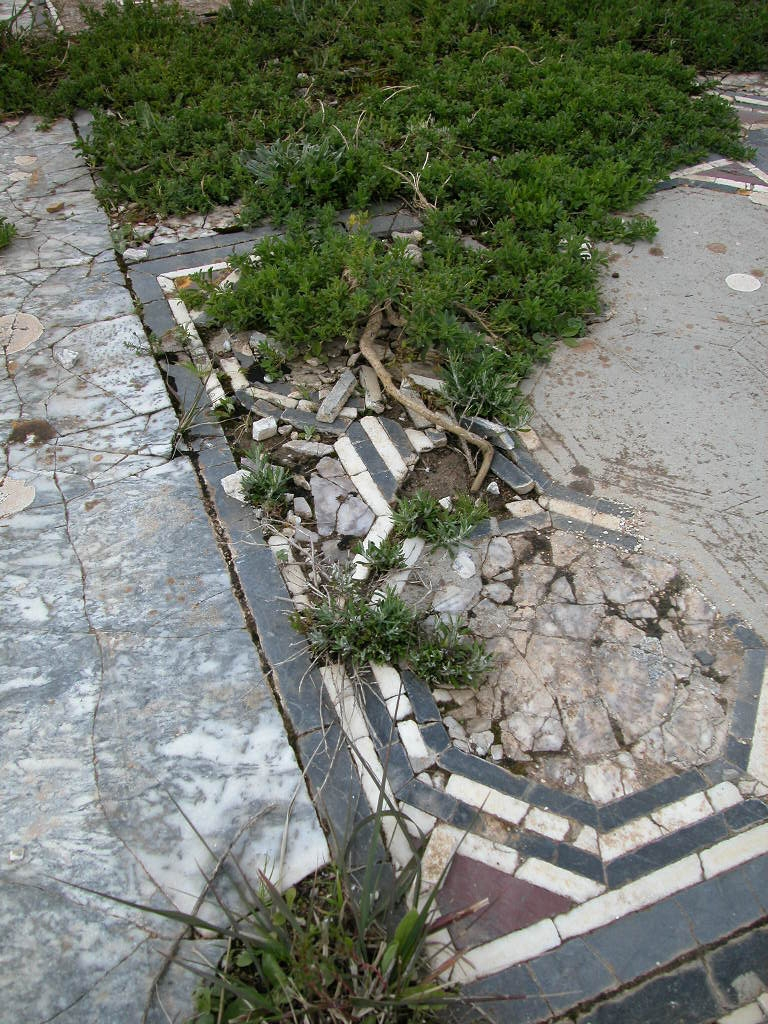
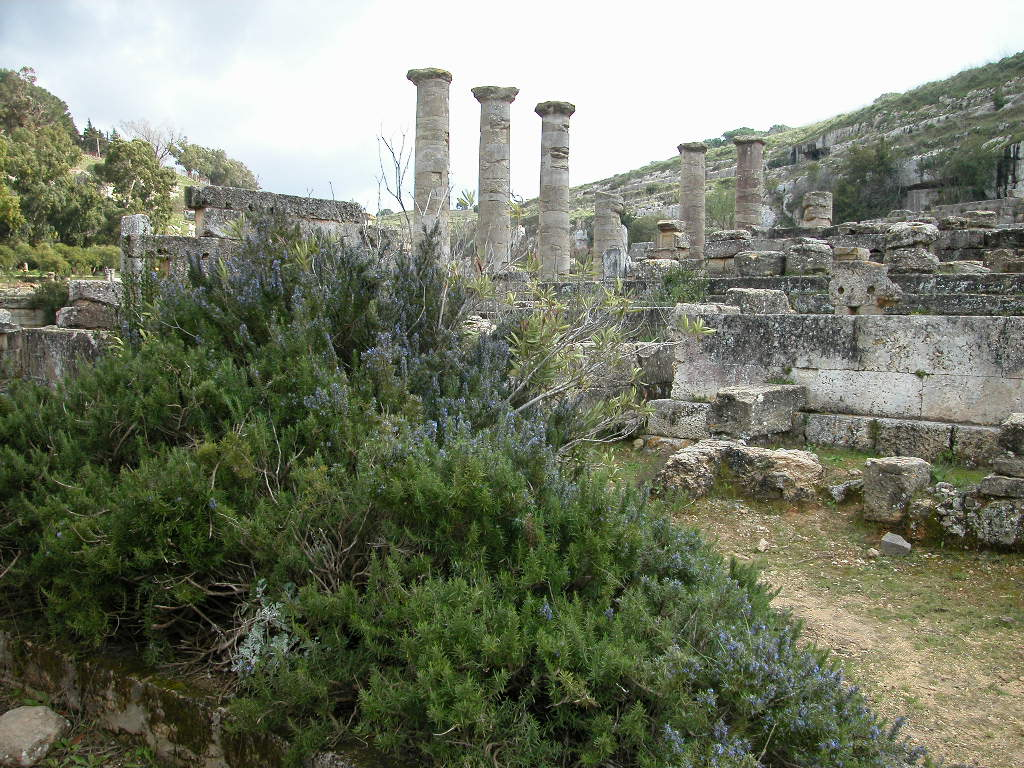
Đền thờ thần Apollo
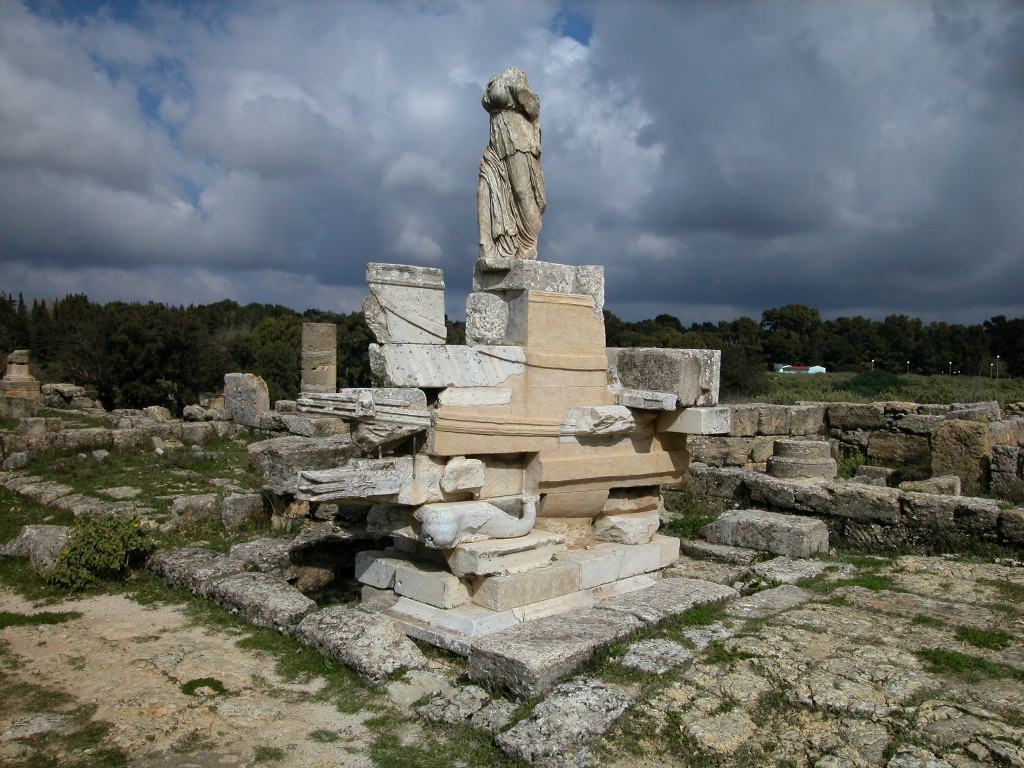
Tượng đài chiến thắng Agora